# Hôtel de ville de Colombes
L'hôtel de ville de Colombes est un bâtiment administratif se trouvant dans la ville de Colombes dans les Hauts-de-Seine.

## Historique

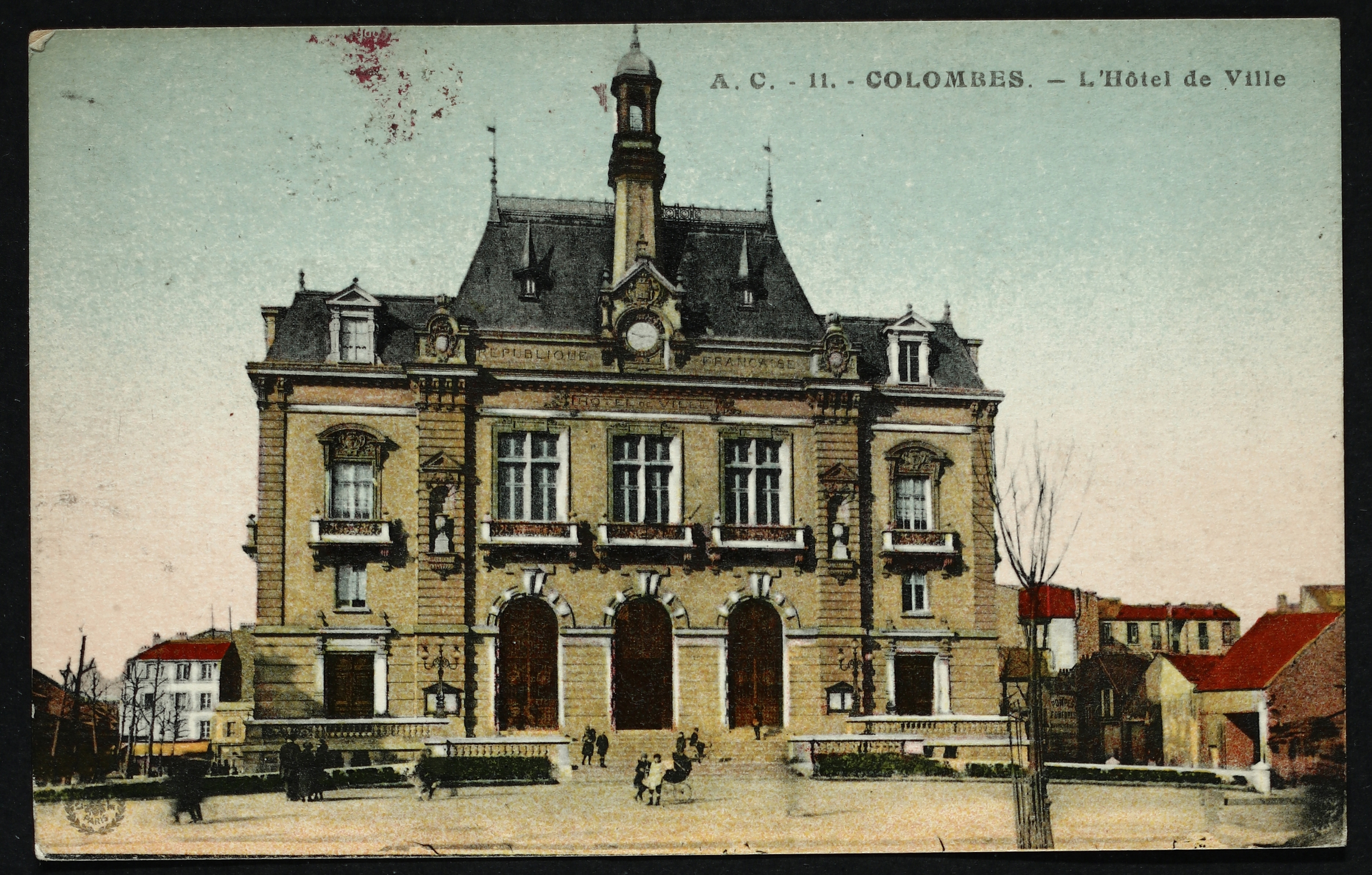
L'hôtel de ville - carte colorisée.

Sa construction fut décidée par le conseil municipal le 14 mai 1911. Le 2 mars 1913 eu lieu la cérémonie de la pose de la première pierre par Marcel Delanney, préfet de la Seine et Pierre Geofroix, maire de la commune. Les travaux furent interrompus par la Première Guerre Mondiale, mais reprirent en 1920. Le bâtiment fut inauguré le 2 décembre 1923.

## Description

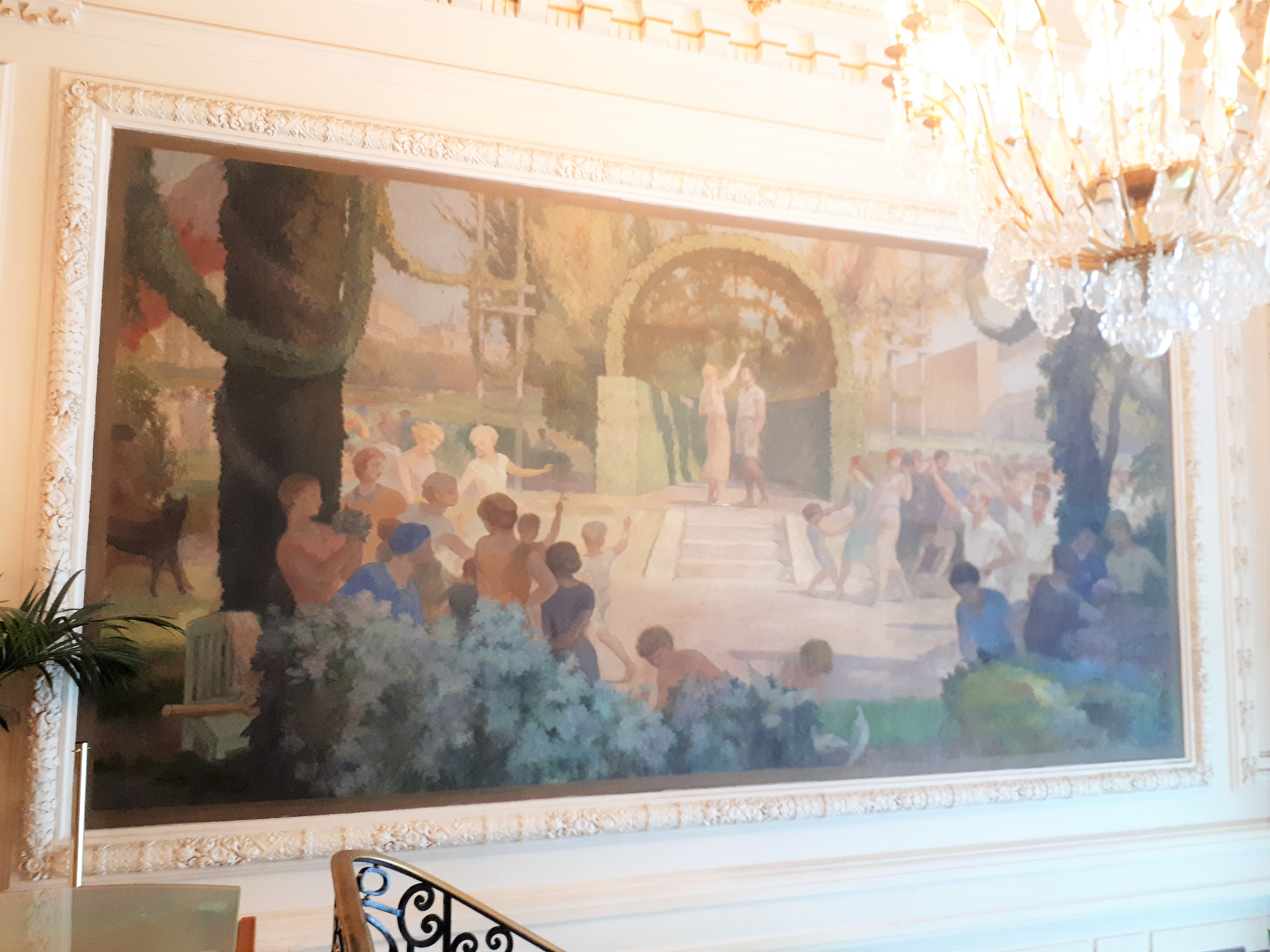
La foule acclame l’athlète vainqueur aux Jeux olympiques ;
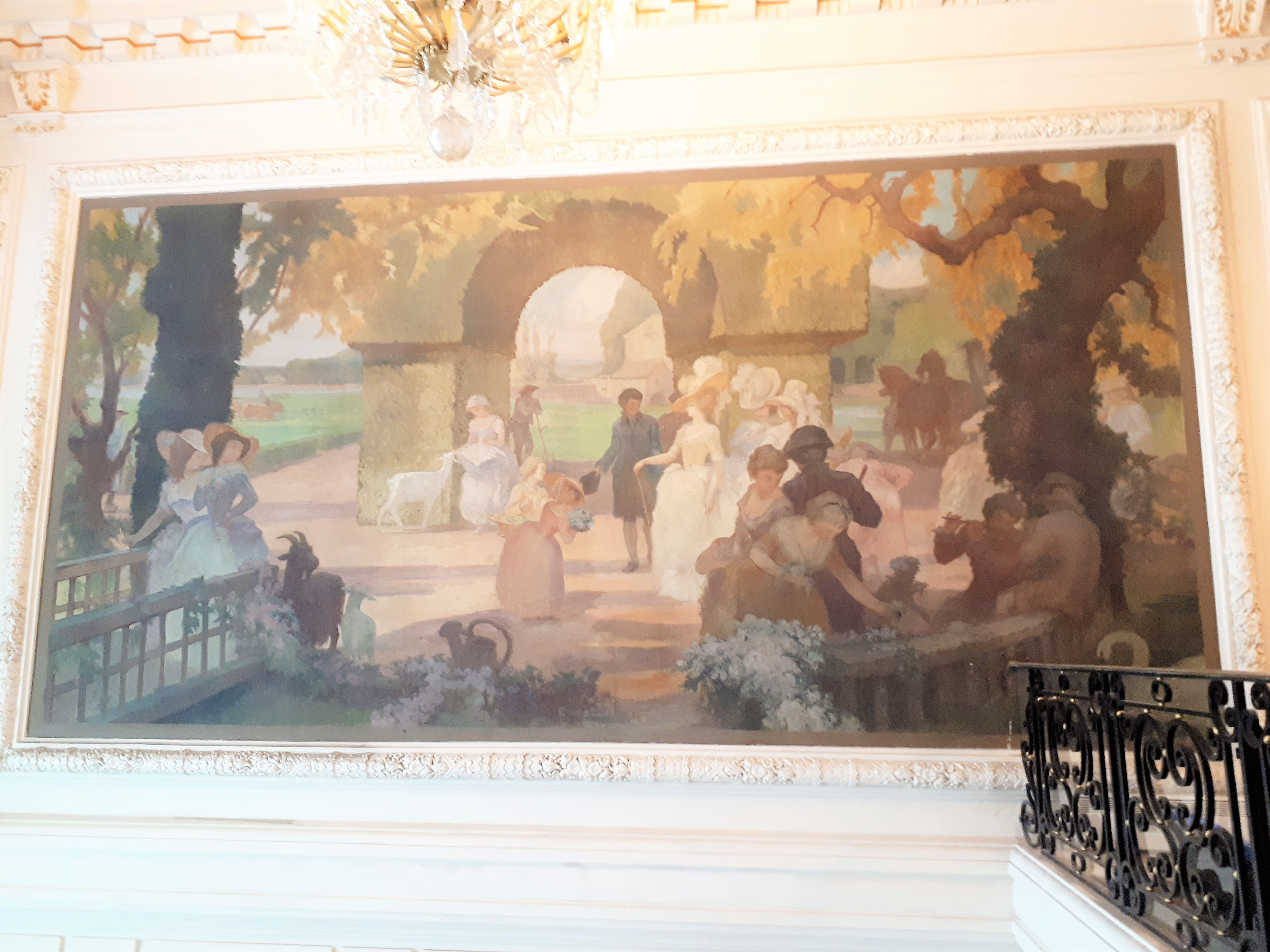
La reine Marie-Antoinette visite le domaine du Moulin Joly par Loÿs Prat.

Il est orné de trois fresques commandée en 1922 à Paul Albert Laurens.
Le parvis, qui donne sur la rue du Bournard, bénéficie d'une réfection en 2016. L'arrière du bâtiment se trouve rue du Maréchal-Joffre.